# Friedliche Weihnachten
	Friedliche Weihnachten ist eine deutsche Miniserie, die am 9. Dezember 2022 auf Prime Video veröffentlicht wurde. Die sechsteilige Weihnachtsserie handelt von dem jungen Paar Johanna und Anton, gespielt von Valerie Huber und Timur Bartels, das zum ersten gemeinsamen Weihnachtsfest seine beide Familien in eine Berghütte im Zillertal einlädt und dabei von einem Missgeschick in das nächste steuert.

## Handlung
Die angehende Ärztin Johanna Hansen und der Plattenladenbesitzer Anton Lewandowski sind seit knapp einem Jahr ein Paar und wohnen gemeinsam in Regensburg. Als sie sich mit ihren Familien nicht darauf verständigen können, ob sie die bevorstehenden Weihnachtsfeiertage in Johannas Heimat Hamburg oder aber bei Antons Familie im Ruhrpott verbringen sollen, entscheiden sich die beiden kurzerhand dazu, zum gemeinsamen Fest mit beiden Familien einzuladen, nachdem Johannas Schwager Oliver sein Familienanwesen im Zillertal zur Verfügung stellt. Anton, der Johannas Eltern bisher nicht kennengelernt hat, möchte die Gelegenheit nicht nur nutzen, um beide Familien einander bekannt zu machen, sondern auch um an Heiligabend, dem ersten gemeinsamen Jahrestag des Paares, um Johannas Hand anzuhalten.
Kaum im verschneiten Zillertal angekommen, muss er jedoch erfahren, dass Johanna ihren Eltern gegenüber nicht ganz ehrlich war: Da ihr Vater Dietrich, ein hoch angesehener Arzt, sich nichts sehnlichster als einen Mediziner als Schwiegersohn wünscht, gibt sie vor, dass Anton ebenfalls Arzt ist. Dieser reagiert zunächst verständnislos auf Johannas verzweifelte Bitte, bei ihrer Farce mitzuspielen, kann schließlich jedoch gar seine gutmütigen Eltern Gisela und Kalli überreden, mitzuwirken. Johannas Schwester Ella, die samt Gatte Oliver und Sohn Emil ebenfalls angereist, plagen derweil ganz andere Probleme: Sie ist außerehelich schwanger und versucht verzweifelt, ihrem Mann das ungeborene Kind unterzuschieben. Dieser fürchtet indessen nach einem missglückten Deal, ins Visier der Steuerfahndung zu geraten und verbringt jede freie Minute an seinem Handy.
Als die Feiertage näher rücken, fliegt Antons Lüge auf. Während das Gros der Familie um gute Miene ringt, kommt es an Heiligabend jedoch zum Eklat, als Dietrichs Frau Ursula ihm versehentlich eine Überdosis Medikamente verabreicht und dieser plötzlich versucht, Johanna mit dem von Oliver für Sohn Emil angeheuerten Weihnachtsmann Djamal, einem aus Syrien geflüchteten Arztkollegen, zu verkuppeln. Anton hat genug und beschließt, in Begleitung seiner Eltern abzureisen. Als Valerie das Fahrzeug von Kalli auf Skiern einholen kann, nutzt er die kurzweilige Zweisamkeit und macht ihr im Schnee einen Antrag, welchen sie annimmt. Als das Paar zur Hütte zurückkehrt, finden sie die Familie ausgelassen feiernd vor – bei Alkohol und Marihuana.

## Hintergrund
Friedliche Weihnachten entstand nach einem Konzept der beiden Autoren Julia Bachmann und Felix Bärwald wurde im Auftrag von Prime Video von The Amazing Film Company produziert. Als Produzent agierte Thomas Peter Friedl. Für die Regie konnte Sebastian Sorger verpflichtet werden. Die Dreharbeiten fanden vom 21. Februar bis 8. April 2022 in München und im Zillertal statt. Für die Außenaufnahmen der Berghütte der Familie Voss stand die Grieralm in der Tiroler Gemeinde Tux Pate.

## Episodenliste
| Nr.                                                                                             | Originaltitel                     | Regie            | Drehbuch                      |
| ----------------------------------------------------------------------------------------------- | --------------------------------- | ---------------- | ----------------------------- |
| 1                                                                                               | Driving Home for Christmas        | Sebastian Sorger | Julia Bachmann, Felix Bärwald |
| 2                                                                                               | Holly Jolly Christmas             | Sebastian Sorger | Julia Bachmann, Felix Bärwald |
| 3                                                                                               | Let It Snow                       | Sebastian Sorger | Julia Bachmann, Felix Bärwald |
| 4                                                                                               | Rocking Around the Christmas Tree | Sebastian Sorger | Julia Bachmann, Felix Bärwald |
| 5                                                                                               | Last Christmas                    | Sebastian Sorger | Julia Bachmann, Felix Bärwald |
| 6                                                                                               | All I Want for Christmas          | Sebastian Sorger | Julia Bachmann, Felix Bärwald |
| Am 9. Dezember 2022 wurden alle Folgen der Staffel gleichzeitig bei Prime Video veröffentlicht. |                                   |                  |                               |

## Rezeption

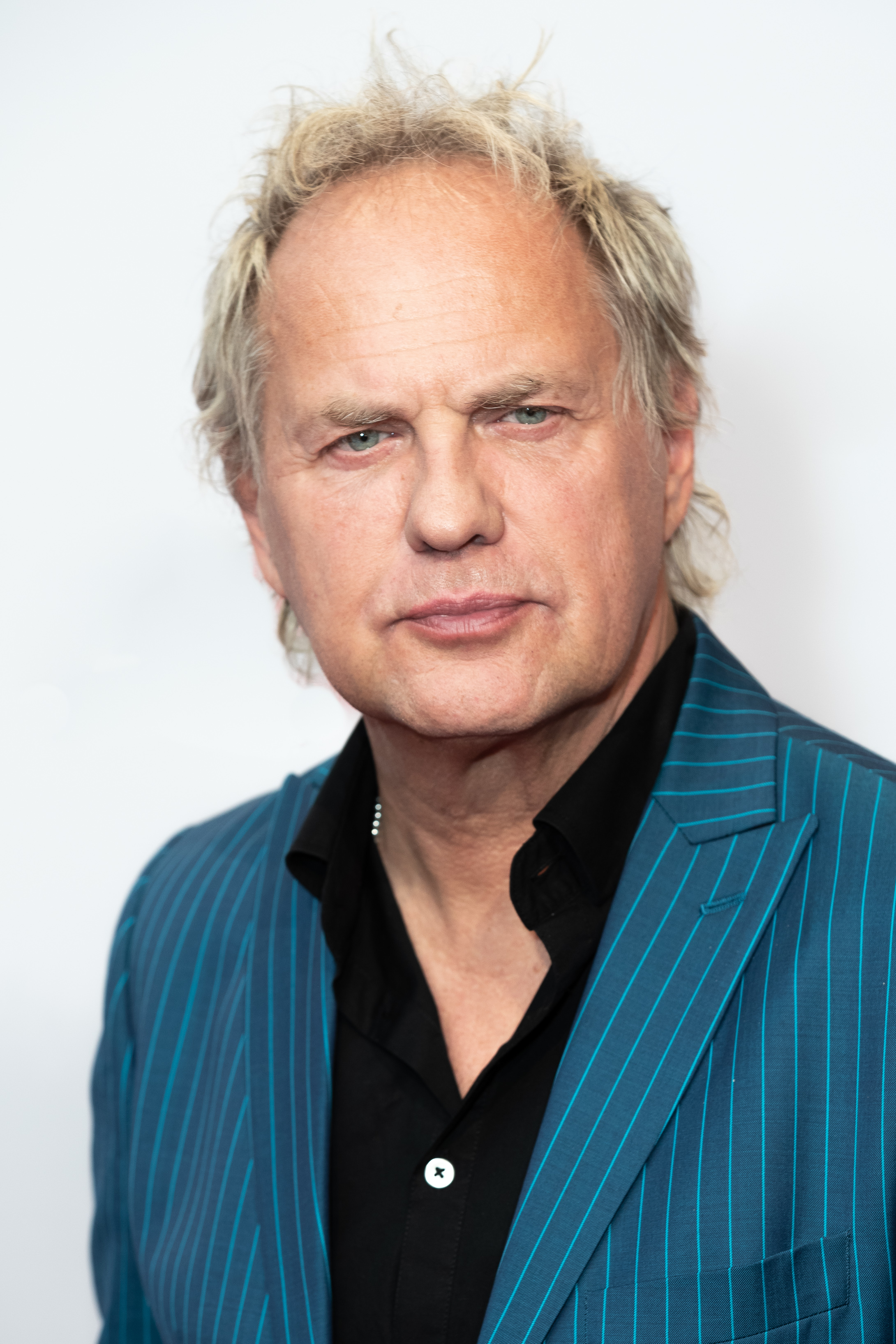
Kritiker bewerteten die Darsteller um Ensemble-Mitglied Uwe Ochsenknecht unterschiedlich.

Tilmann P. Gangloff verglich Friedliche Weihnachten in seiner Rezension für Tittelbach.tv mit der ZDF-Fernsehfilmreihe Familie Bundschuh sowie der US-amerikanischen Komödie Meine Braut, ihr Vater und ich (2000), deren bewährter Muster sich die Serie bediene. Er bezeichnete die Prime Video-Produktion als „ausgesprochen kurzweilig“, wobei „die eigentliche Handlung vor lauter Gags, Slapsticks und Missgeschicken des Öfteren in den Hintergrund“ rücke und die „Inszenierung auch gern mal übers Ziel“ hinausschieße – auch wenn einige Scherze „mehr schlicht als recht“ funktionierten. Lob fand Gangloff vor allem für Uwe Ochsenknechts satirisches Spiel. Kritik übte er hingegen an den Darbietungen von Matthias Komm und Elena Uhlig, die „ihre Figuren an den Rand der Karikatur“ beförderten.
Gregor Löcher von Wunschliste.de urteilte, dass Hauptdarsteller Wayne Carpendales „beeindruckende Haarpracht nicht das Einzige, das zu viel Schmalz abbekommen zu haben scheint. Tranig dümpelt auch die Handlung vor sich hin – unterbrochen von Schießereien, geworfenen Äxten und einer zu tötenden Gans. Romantisch? Eher nicht so. Lustig? Auch nicht wirklich“. Löcher bemängelte vor allem tonale Unfeinheiten und befand ferner, „dass der Rhythmus, mit dem zwischen fröhlich und besinnlich, Klamauk und ernsten Tönen hin- und hergewechselt wird, nicht zu überzeugen“ zu wisse. Die Darsteller versuchten zwar allesamt, „etwas aus ihren eindimensionalen Rollenprofilen zu machen, aber ein gutes Drehbuch herbeizuspielen gelingt ihnen leider nicht“.
Loryn Pörschke-Karimi beschrieb Friedliche Weihnachten in ihrer Rezension für Serienjunkies.de als „netten Festtags-Binge“. Die Miniserie „sehr over the top – und das ist im besten Weihnachtssinne gemeint“. Während man „tiefe Charaktere“ als auch eine „originelle Storyline“ vergebens suche, überzeugten die Folgen jedoch mit einem „starken Cast“ und „dem angenehmen Fehlen von Fremdschäm-Szenen“. Filmdienst nannte die Produktion eine „vergnügliche, wenn auch nur selten urkomische weihnachtliche Comedy-Serie, deren zentrales Paar im Vergleich zu den lustvoll-karikierenden Nebendarstellern etwas blass bleibt. Der Plot um echte Gefühle und ein Täuschungsmanöver hätte eigentlich in ein Spielfilmformat gepasst und wird durch Seitenstränge, die etwas oberflächlich geraten, gestreckt“.